# Arquebisbat de Mendoza
L'arquebisbat de Mendoza (en castellà: Arquidiócesis de Mendoza, llatí: Archidioecesis Mendozensis) és una seu de l'Església Catòlica a l'Argentina. El 2013 tenia 1.086.000 batejats sobre una població d'1.250.000 habitants. Actualment està regida per l'arquebisbe Carlos María Franzini.

## Territori
L'arxidiòcesi comprèn quinze departaments de la província de Mendoza: Capital, Godoy Cruz, Guaymallén, Junín, La Paz, Las Heras, Lavalle, Luján de Cuyo, Maipú, Rivadavia, San Carlos, San Martín, Santa Rosa, Tunuyán i Tupungato.
La seu episcopal és la ciutat de Mendoza, on es troba la catedral de la Mare de Déu de Loreto.
El territori s'estén sobre 63.839  km², i està dividit en 66 parròquies.

## Història
La diòcesi de Mendoza va ser erigida el 20 d'abril de 1934 mitjançant la butlla Nobilis Argentinae nationis del Papa Pius XI, prenent el territori de l'arquebisbat de San Juan de Cuyo, de la qual originàriament n'era sufragània.
El 10 d'abril de 1961 cedí una porció del seu territori a benefici de l'erecció del bisbat de San Rafael, i contextualment va ser elevada al rang d'arxidiòcesi metropolitana mitjançant la butlla Nobilis Argentina Respublica del Papa Joan XXIII.

## Cronologia episcopal
- José Aníbal Verdaguer y Corominas † (13 de setembre de 1934 - 19 de juliol de 1940 mort)
- Alfonso María Buteler † (11 d'octubre de 1940 - 30 de setembre de 1973 mort)
- Olimpo Santiago Maresma † (31 d'octubre de 1974 - 3 de juliol de 1979 mort)
- Cándido Genaro Rubiolo † (11 d'octubre de 1979 - 25 de març de 1996 jubilat)
- José María Arancibia (25 de març de 1996 - 10 de novembre de 2012 jubilat)
- Carlos María Franzini, des del 10 de novembre de 2012

## Estadístiques
A finals del 2013, la diòcesi tenia 1.086.000 batejats sobre una població d'1.250.000 persones, equivalent al 86,9% del total.
| any  | població  | població  | població | sacerdots | sacerdots       | sacerdots       | sacerdots             | diaques | religiosos | religiosos | parròquies |
| ---- | --------- | --------- | -------- | --------- | --------------- | --------------- | --------------------- | ------- | ---------- | ---------- | ---------- |
| any  | batejats  | total     | %        | total     | clergat secular | clergat regular | batejats por sacerdot | diaques | homes      | dones      |            |
| 1950 | 608.535   | 676.149   | 90,0     | 141       | 61              | 80              | 4.315                 |         | 115        | 358        | 43         |
| 1966 | 697.684   | 726.754   | 96,0     | 175       | 65              | 110             | 3.986                 |         | 139        | 419        | 51         |
| 1970 | 685.859   | 770.000   | 89,1     | 176       | 63              | 113             | 3.896                 |         | 113        | 405        | 51         |
| 1976 | 798.323   | 862.836   | 92,5     | 142       | 51              | 91              | 5.621                 |         | 126        | 366        | 59         |
| 1980 | 832.500   | 902.000   | 92,3     | 144       | 47              | 97              | 5.781                 | 3       | 123        | 363        | 60         |
| 1990 | 997.000   | 1.170.000 | 85,2     | 153       | 73              | 80              | 6.516                 | 13      | 98         | 294        | 62         |
| 1999 | 1.140.000 | 1.342.000 | 84,9     | 159       | 76              | 83              | 7.169                 | 21      | 106        | 261        | 63         |
| 2000 | 1.150.000 | 1.359.000 | 84,6     | 147       | 78              | 69              | 7.823                 | 21      | 87         | 273        | 63         |
| 2001 | 1.163.000 | 1.375.000 | 84,6     | 164       | 81              | 83              | 7.091                 | 27      | 108        | 264        | 62         |
| 2002 | 1.123.000 | 1.341.000 | 83,7     | 163       | 81              | 82              | 6.889                 | 29      | 101        | 267        | 62         |
| 2003 | 1.137.000 | 1.357.000 | 83,8     | 165       | 84              | 81              | 6.890                 | 35      | 101        | 244        | 62         |
| 2004 | 1.145.000 | 1.373.000 | 83,4     | 160       | 83              | 77              | 7.156                 | 38      | 95         | 265        | 62         |
| 2013 | 1.086.000 | 1.250.000 | 86,9     | 157       | 88              | 69              | 6.917                 | 61      | 79         | 191        | 66         |